# Demografia Mexicului
În timpul secolului XIX, populația Mexicului abia dacă se dubla. Această tendința a continuat în timpul primelor două decade ale secolului XX și incluviv, la recensământul din 1920 s-a înregistrat o pierdere de circa 2 milioane de locuitori. Fenomenul poate explica de ce din timpul deceniului 1910 până în 1920 a avut loc Revoluția mexicană.

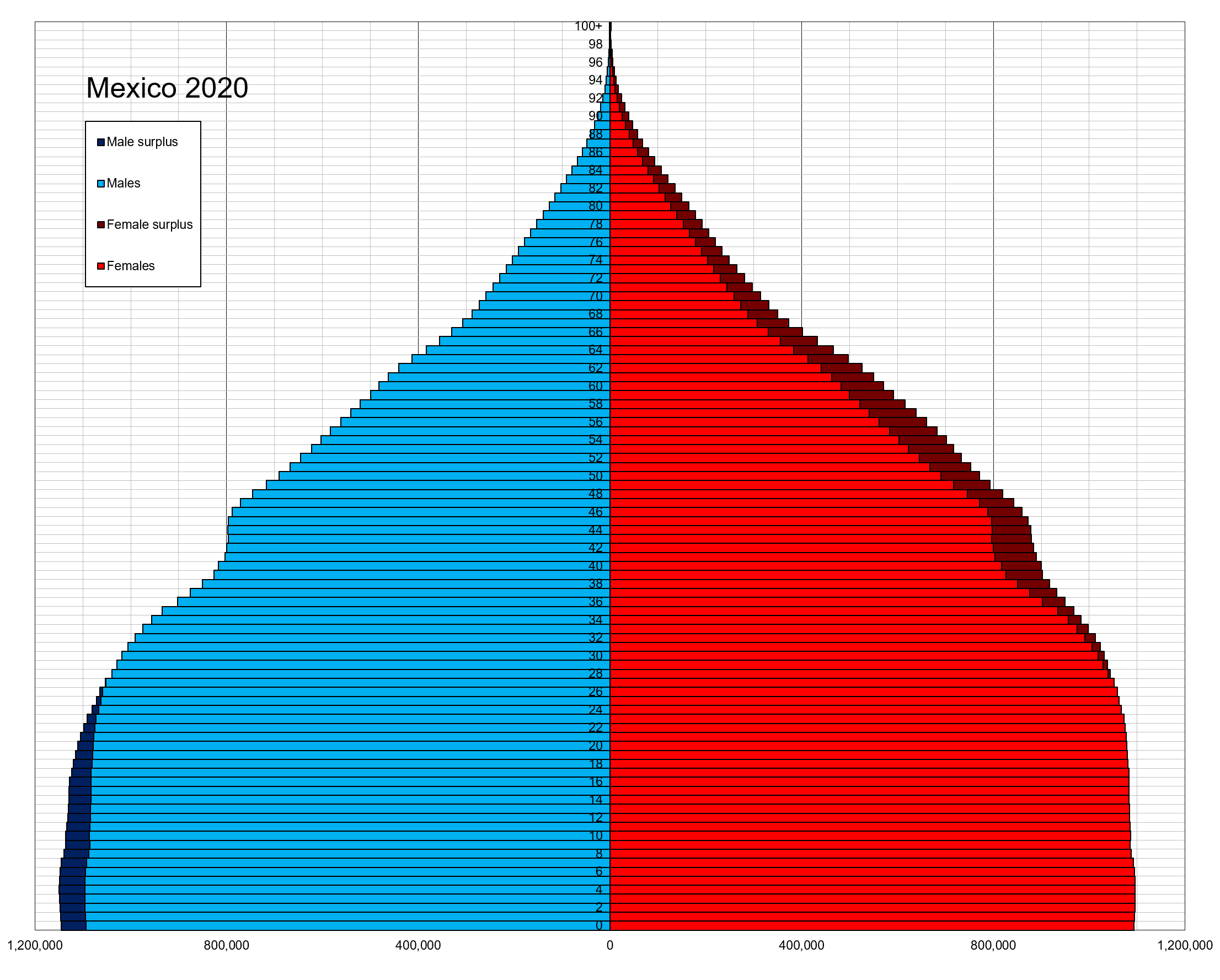
Piramida populației (2020)

Rata de creștere a crescut drastic între deceniile 1930 și 1980, când țara a ajuns să întregistreze indici de creștere mai mari de 3% (1950-1980). Populația mexicană s-a dublat într-o sută de ani și în acest ritm se așteaptă ca pentru anul 2000 să fie 120 milioane de mexicani. Înainte de această situație, guvernul federal a creat Consiliul Național al Populației (CONAPO), cu misiunea de a stabiliza politica de control a natalității si de a realiza investigații despre populația țării. Măsurile luate au avut rezultate spectaculoase și rata de creștere a scăzut până la 1,6 în perioada 1995-2000. Speranța de viață a trecut de la 36 de ani în 1895 la 72 ani în anul 2000.
De asemenea s-a schimbat și imaginea mexicanilor. La începutul secolului XX aproape 90% din populație trăia în localități rurale (sate,moșii). Datele recensământului din 1960 au arătat că populația urbană era pentru prima dată mai mare decât cea rurală 50,6% din total). Numărul persoanelor care au reședința în statul său natal în 1895 reprezenta 96,6% din populația totală a țării. La recensământul din 1920 însumau puțin mai mult de 90%. Treizeci de ani mai târziu reprezentau 80%, iar astăzi depășesc cu puțin 18% cei ce trăiesc în afara statului în care s-au născut. Ambele tendințe se pot explica prin procesul de industrializare a orașelor mari și mijlocii și prin sărăcirea treptată din mediul rural, cauzată de recesiunea din agricultură. Orașele ce concentrau cea mai mare populație sunt  Estado de México, Distrito Federal, Veracruz, Jalisco și Puebla. În schimb, cele mai puțin populate sunt Baja California Sur, Campeche și Quintana Roo. Acest ultim oraș este unul din cele ce prezintă o rată de creștere a populației cea mai mare din țară, ca urmare a industriei turistice a Cancunului, ce concentrează 50% din populația orașului Quintana Roo.

## Indigenii
Pe de altă parte, populația vorbitoare de limbi indigene (unicul criteriu menționat în metodologia INEGI pentru a contabiliza poporul indigen din țară) a scăzut de la 17% în 1895 la aproape 7% în 2000. Totuși, în numere absolute a avut loc o creștere, trecând repede de la 1 milion la 7 milioane la recensământul din 2000. Emigrarea indigenă, până în 1980, a avut ca destinații principale orașele mijlocii și mari apropiate de regiunile de origine. Începând cu anii '90, migrația indigenă a luat o întorsătură internațională și astăzi vizează în primul rând Statele Unite.

## Migrarea
| Lista de Emigrare din Mexico Locuitori Mexicani în Lume după țară | Lista de Emigrare din Mexico Locuitori Mexicani în Lume după țară | Lista de Emigrare din Mexico Locuitori Mexicani în Lume după țară | Lista de Emigrare din Mexico Locuitori Mexicani în Lume după țară |
| Țară/Stat                                                         | Nr. de migranți                                                   | Loc                                                               | Continent                                                         |
| ----------------------------------------------------------------- | ----------------------------------------------------------------- | ----------------------------------------------------------------- | ----------------------------------------------------------------- |

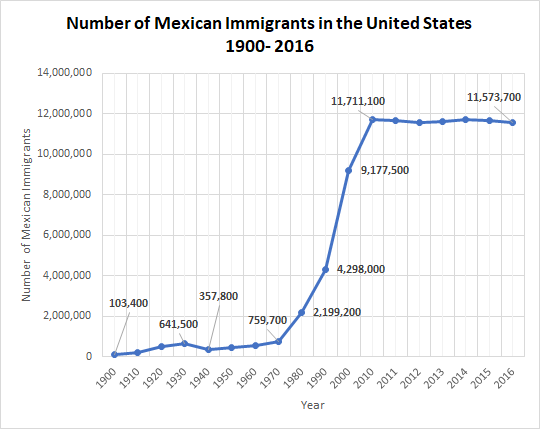
Număr de migranți în SUA, din Mexic

| Statele Unite ale Americii                                        | 36,300,000                                                        | 1                                                                 | America de Nord                                                   |

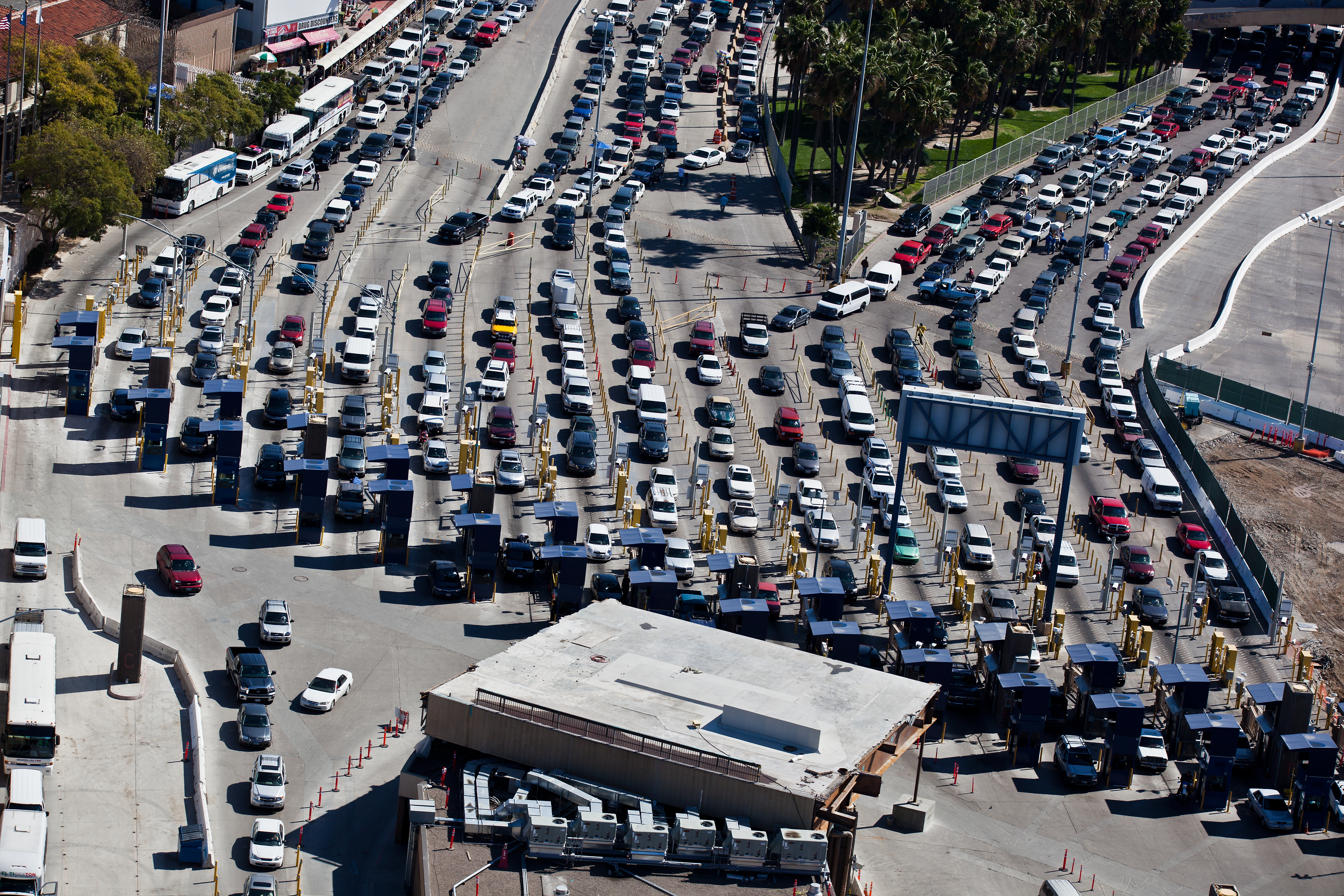
Vama din San Ysidro, cea mai importantă trecere dintre San Diego și Tijuana. Este a patra cea mai aglomerată vamă din lume.

| Canada                                                            | 90,585                                                            | 2                                                                 | America de Nord                                                   |
| Spania                                                            | 56,757                                                            | 3                                                                 | Europa                                                            |
| Guatemala                                                         | 14,481                                                            | 4                                                                 | America de Nord                                                   |
| Bolivia                                                           | 13,377                                                            | 5                                                                 | America de Sud                                                    |
| Germania                                                          | 8,848                                                             | 6                                                                 | Europa                                                            |
| Argentina                                                         | 6,750                                                             | 7                                                                 | America de Sud                                                    |
| Regatul Unit                                                      | 5,125                                                             | 8                                                                 | Europa                                                            |
| Australia                                                         | 4,872                                                             | 9                                                                 | Oceania                                                           |
| Franța                                                            | 4,601                                                             | 10                                                                | Europa                                                            |
| Israel                                                            | 4,252                                                             | 11                                                                | Asia                                                              |
| Țările de Jos                                                     | 3,758                                                             | 12                                                                | Europe                                                            |
| Italia                                                            | 3,485                                                             | 13                                                                | Europa                                                            |
| Venezuela                                                         | 3,075                                                             | 14                                                                | America de Sud                                                    |
| Suedia                                                            | 2,794                                                             | 15                                                                | Europa                                                            |
| Belize                                                            | 2,349                                                             | 16                                                                | America de Nord                                                   |
| Costa Rica                                                        | 2,327                                                             | 17                                                                | America de Nord                                                   |
| Panama                                                            | 2,299                                                             | 18                                                                | America de Nord                                                   |
| Columbia                                                          | 2,286                                                             | 19                                                                | America de Sud                                                    |
| Chile                                                             | 1,874                                                             | 20                                                                | America de Sud                                                    |
| Paraguay                                                          | 1,778                                                             | 21                                                                | America de Sud                                                    |
| Lista include și locuitori temporari ai țării (1-3 ani)           |                                                                   |                                                                   |                                                                   |

Statele Unite ale Americii este o țară unde trăiesc mai mulți mexicani după țara de origine, Mexic. Unii în această țară sunt de origine indigenă pentru că aici găsesc cele mai bune oportunități decât în zonele rurale din Mexic. Prezența mexicană la vecinii din nord începe cu anexarea jumătătâții de nord a teritoriului țării în 1847. Unii mexicani care au rămas de cealaltă parte a frontierei s-au întors în Mexic, însă alții au rămas acolo (aceasta s-a întamplat în special în Nuevo México și au conservat propria limbă și obiceiurile) Printre ei se numărau  o mulțime de muncitori, care au mers să locuiască în Statele Unite, unii temporar, printr-un contract de muncă între guvernele Washington și Mexic. Ultimele crize economice în Mexic au favorizat emigrarea spre nord și se estimează ca la începutul secolului XXI, circa 38 milioane de mexicani sau descendenți a acestora vor locui în Statele Unite ale Americii. Majoritatea acestora se concentrează în California, Texas, Nuevo México și Illinois. Pe al doilea loc se află Canada, ajungând la 62 comunități străine cu 36,575 mexicani. Țara europeană cu cel mai mare număr de mexicani este Spania, a treia destinație care în anul 2009 însuma 14,399 mexicani rezidenți, în principal din motive parentale, conjugale și educative; al patrulea loc de destinație este Guatemala unde turismul și comerțul au făcut o țară atractivă pentru decăderea economică a ambelor țări. Germania este a cincea destinație și a doua din Europa, în 2005 se înregistrau 7,092 mexicani ocupând locul 45 în comunitățile străine, însă în anul 2008 s-au înregistrat 8,908 mexicani. Alte comunități importante de mexicani în străinătate sunt în: Bolivia, Argentina, Marea Britanie, Franța, Suedia, Chile, Japonia și Belgia.

## Grupuri etnice
Din punct de vedere etnic, Mexicul este divers. În articolul 2 din Constituția Mexicană se definește ca fiind o națiune multiculturală fondată pe  principiul statelor indigene. Mexicul actual se caracterizează ca fiind o "națiune amestecată", sau așa cum zicea José Vasconcelos Calderón (1925), un "creuzet al tuturor raselor" atât național cât și rasial.
Deși nu este  o statistică oficială pentru identitățile etnice ale țării, un procentaj mare a populației este fenotipic mixtă.
Politica predominantă primului secol de viață independentă a Mexicului era puțin rasistă. După triumful revoluției, mai mulți gânditori au considerat că Mexicul era o națiune mixtă din punct de vedere cultural, și atunci politicile sociale s-au dirijat să asimileze indigenii în cultura națională. Consecințele au fost: reducerea în termeni absoluți și relativi a persoanelor ce vorbesc limbi indigene.
Criteriul pe baza limbii a fost utilizat pentru a determina numărul indigenilor din țară. Cu toate acestea, acest criteriu a fost criticat, deoarece identitatea etnică nu este dată de identitatea lingvistică precum spunea Guillermo Bonfil Batalla în México profundo.
Cifrele oferite de Institutul Național de Geografie, Statistică și Informatică și Comisia Națională pentru Dezvoltare a Popoarelor Indigene (înainte Institutul Național Indigen, INI) sunt în opoziție. Pentru prima dată, populația indigenă este în jur de 6% din total, cât și pentru INI, proporția oscilează între 10% si 14%. Pe site-ul web al CNDI cifra oferită de instituție este de 10.220 indigeni în țară în anul 2000, care reprezentau  circa 11% din populația mexicană. Criteriile angajaților de la CNDI pentru calcul includ, în afara celor lingvistice, locul de origine, identitatea etnică a unuia sau a ambilor părinți, ipoteza individuală a identității indigene, printre altele.
CNDI recunoaște doar 65 de grupuri etnice indigene distincte reciproce pe baza criteriului lingvistic. Cele mai mari astfel de grupuri sunt náhuatl, maya, zapoteco, mixteco, otomi și purépecha. Toate acestea sunt descendente ale vechilor mesoamericanilor. Grupurile mai mici sunt kiliwa, așezat la nord de Baja California și lacandón în Chiapas, cu aproape 100 de integranți.
Privind imigrația în Mexic, principalele comunități străine cu puternică prezență în teritoriul național de mulți ani se întălnesc comunitățile de americani, spanioli, germani, italieni, cubanezi, francezi, chinezi, ruși, libanezi, evrei, rromi, japonezi, peruani, coreeni, filipinezi, greci, irlandezi, austrieci, unguri, polonezi, belgieni, portoricani, sirieni și turci. Dintre comunitățile străine recent apărute pe teritoriul Mexicului se disting  comunitățile provenite din Argentina, Columbia, Guatemala, Honduras, Salvador, Canada, Uruguay, Ecuador, Costa Rica, Bolivia, Brazilia, Nicaragua, Panama, Venezuela, Republica Dominicană, Chile, Haiti, Paraguay, Elveția, Olanda și Suedia.
1. ↑  Mexicans in the World (Spanish Wikipedia)Format:Circular reference
2. ↑  „Pew Research; How the US Hispanic Population is Changing”. pewresearch.org. 18 septembrie 2017. Arhivat din original la 19 noiembrie 2020. Accesat în 5 noiembrie 2018.
3. ↑  „Census Profile, 2021 Census of Population - 28% sample data”. Canada 2021 Census (în English). Statistics Canada. 2021. Arhivat din original la 20 noiembrie 2022. Accesat în 20 noiembrie 2022.
4. ↑  „Estadística del Padrón Continuo. Datos provisionales a 1 de enero de 2020”. Instituto Nacional de Estadística. Arhivat din original la 30 ianuarie 2021. Accesat în 21 martie 2021.
5. ↑  „|N|M%C9XICO”.[nefuncțională]
6. ↑  Bolivia – Censo de Población y Vivienda 2001 Arhivat în 14 octombrie 2008, la Wayback Machine.
7. ↑  „Statische Bundesamt Deutschland”. Arhivat din original la 16 noiembrie 2010.
8. ↑  „Página/12”. Pagina12.com.ar. Arhivat din original la 24 decembrie 2019. Accesat în 29 august 2017.
9. ↑  „Relaciones Exteriores”. Instituto de los Mexicanos en el Exterior (IME). Arhivat din original la 27 martie 2022. Accesat în 7 octombrie 2024.
10. ↑  „SBS Australia”. SBS. Arhivat din original la 22 martie 2019. Accesat în 10 septembrie 2019.
11. ↑  http://www.ined.fr/fichier/t_telechargement/11100/telechargement_fichier_fr_t.l.chargement.xls [nefuncțională]
12. ↑  „Investigación de la Migración Internacional en Israel” (PDF). 1.cbs.gov.il. Arhivat din original (PDF) la 15 octombrie 2013. Accesat în 29 august 2017.
13. 1 2  „Statistiche demografiche ISTAT”. Demo.istat.it. Arhivat din original la 20 mai 2017. Accesat în 29 august 2017.
14. ↑  „INE”. Arhivat din original la 27 septembrie 2011.
15. ↑  „Raza Cósmica”. Razacosmica.blogspot.com. Arhivat din original la 6 decembrie 2020. Accesat în 29 august 2017.
16. ↑  „Redatam::CELADE, ECLAC – United Nations”. Celade.cepal.org. 28 iunie 2012. Accesat în 29 august 2017.[nefuncțională]
17. ↑  „Redatam::CELADE, ECLAC – United Nations”. Celade.cepal.org. 30 iunie 2012. Accesat în 29 august 2017.[nefuncțională]
18. ↑  „Censo de Población y Vivienda 2000 – Jerarquía Censal”. Celade.cepal.org. Arhivat din original la 6 martie 2010. Accesat în 29 august 2017.
19. ↑  Colombia – Sistema de Consulta Información Censal (Censo 2005) Arhivat în 16 iunie 2013, la Wayback Machine.
20. ↑  „R+::CEPAL/CELADE – R+SP WebServer”. Espino.ine.cl. 28 iunie 2012. Accesat în 29 august 2017.[nefuncțională]
21. ↑  „Redatam::CELADE, ECLAC – United Nations”. Celade.cepal.org. Arhivat din original la 26 octombrie 2007. Accesat în 29 august 2017.